# Premio europeo Charles Veillon per la saggistica
Il Premio europeo Charles Veillon per la saggistica (nome originario Prix européen de l'essai Charles Veillon) è un premio letterario, istituito a Losanna nel 1975, che ricompensa il saggio di un autore europeo. Il premio non va confuso con il Prix international Charles Veillon, istituito dal mecenate Charles Veillon per i romanzi e che durò dal 1948 al 1971.

## Storia
Il Prix européen de l'essai Charles Veillon, fu creato nel 1975 in memoria di Charles Veillon per ricompensare la saggistica europea. Il mecenate svizzero aveva creato un premio europeo per il romanzo, che fu assegnato dal 1948 al 1971.
Il premio ha come obiettivo di valorizzare le opere che hanno la capacità di testimoniare i vari aspetti e le peculiarità della società contemporanea.

## Vincitori del Premio europeo Charles Veillon per la saggistica
- 2025 : Bénédicte Savoy  À qui appartient la beauté?[3].
- 2024 : Dipesh Chakrabarty Après le changement climatique, penser l’histoire[4].
- 2023 : Arundhati Roy per l'insieme della sua produzione letteraria[5].
- 2022 : Mona Chollet Réinventer l'amour[6].
- 2021 : Johny Pitts Afropéens[7].
- 2020 : Alessandro Baricco The Game
- 2019 : Siri Hustvedt Les mirages de la certitude[8].
- 2018 : Marcel Gauchet per l'insieme della sua produzione letteraria.
- 2016 : Richard Sennett Ensemble : pour une éthique de la coopération[9]
- 2013 : Harald Weinrich per l'insieme della sua produzione letteraria[10].
- 2012 : Heinz Wismann Penser entre les langues
- 2010 : Jean-Claude Mathieu Écrire, inscrire
- 2009 : Claudio Magris per l'insieme della sua produzione letteraria[11].
- 2008 : Peter Sloterdijk Zorn und Zeit
- 2007 : Jan Assmann per l'insieme della sua produzione letteraria.
- 2006 : Giorgio Agamben per l'insieme della sua produzione letteraria.
- 2005 : Alexandra Laignel-Lavastine Esprits d’Europe.
- 2004 : Martin Meyer Krieg der Werte. Wie wir leben, um zu überleben.
- 2003 : Alain de Botton L’Art du voyage.
- 2002 : Peter von Matt Die tintenblauen Eidgenossen.
- 2001 : Jean-Claude Guillebaud Le Principe d’humanité.
- 2000 : Peter Bichsel Alles von mir gelernt. Kolumnen 1995-1999.
- 1999 : Amin Maalouf Les Identités meurtrières.
- 1998 : Tzvetan Todorov Benjamin Constant. La passion démocratique.
- 1997 : Karl-Markus Gauß Das Europäische Alphabet.
- 1996 : Dubravka Ugrešić Die Kultur der Lüge.
- 1995 : Étienne Barilier Contre le Nouvel Obscurantisme. Éloge du progrès.
- 1994 : Dževad Karahasan Un déménagement.
- 1993 : Jane Kramer Européens, volume 1, Grasset, 1990, e volume 2 : Des cités et des hommes, Paris, Grasset, 1991
- 1992 : Predrag Matvejevitch Bréviaire méditerranéen.
- 1991 : Roberto Calasso  Le nozze di Cadmo e Armonia.
- 1990 : Karl Schlögel per l'insieme della sua produzione letteraria.
- 1989 : Timothy Garton Ash The Uses of Adversity. Essays on the Fate of Central Europe
- 1988 : Eduardo Lourenço per l'insieme della sua produzione letteraria.
- 1987 : Edgar Morin per l'insieme della sua produzione letteraria.
- 1986 : Iso Camartin Nichts als Worte? Plädoyer für Kleinsprachen.
- 1985 : György Konrád Antipolitik. Mitteleuropäische Meditationen.
- 1984 : Alain Finkielkraut La Sagesse de l’amour.
- 1983 : Lars Gustafsson per l'insieme della sua produzione letteraria.
- 1982 : Jean Starobinski Montaigne en mouvement.
- 1981 : Norberto Bobbio per l'insieme della sua produzione letteraria[12].
- 1980 : Leszek Kołakowski per l'insieme della sua produzione letteraria.
- 1979 : Manès Sperber Churban, oder die unfassbare Gewissheit.
- 1978 : Roger Caillois Le Fleuve Alphée.
- 1977 : Alexandre Zinoviev Les Hauteurs béantes.
- 1976 : E. F. Schumacher Small is Beautiful.
- 1975 : Jacques Ellul Trahison de l’Occident.